# Opéra bouffe
Opéra bouffe či opéra-bouffe je francouzský žánr hudebního divadla vzniklý v 50. letech 19. století a existující přibližně do konce 19. století, přičemž ojedinělá díla vznikala i později. Jde o typ opery přebírající a rozvíjející základní charakteristiky žánru opéra comique, zejména střídání zpívaného a mluveného slova, ale vyznačující se posíleným parodickým, satirickým nebo groteskním prvkem. Jeho vznik je spojen zejména s tvorbou Jacquesse Offenbacha. Mimo Francii, a zejména ve středoevropském prostoru, jsou díla tohoto žánru v divadelní praxi tradičně zahrnována do žánru operety.

## Opéra bouffeaopéra bouffon
Ve Francii se pojem „opéra-bouffe“ objevuje počátkem 19. století (doložen je u Madame de Staël k roku 1807 v souvislosti s „harlekýniádami“) jako pofrancouzštěná podoba italského pojmu opera buffa. Prvním významnějším dílem, které nese toto žánrové označení, je Gille ravisseur (Gille únoscem) Alberta Grisara z roku 1848 a toto označení vyjadřuje skutečnost, že jde o operu stavící na italské commedia dell'arte. Grisar byl původem Belgičan stejně jako François-Auguste Gevaert, který označení „opéra bouffe“ také používal již na přelomu 40. a 50. let 19. století.
Přitom však příbuzný pojem „opéra bouffon“ byl používán již od 18. století; roku 1768 byly dokonce vydány první dějiny „opéry bouffon“ v Paříži. Tímto názvem se nejprve označovala buď přímo italská opera buffa hraná ve Francii, nebo komické opery francouzské bez mluvených dialogů, například Rameauova Platée (1745) nebo Dauvergnovi Les Troqueurs (1753) (i když jejich autorská žánrová označení jsou jiná, totiž ballet bouffon respektive intermède). Ale v následujícím sto letech se pojem „opéra bouffon“ vyskytoval ne často, ale soustavně v dílech většiny mistrů opéry comique (Monsignyho, Philidora, Isouarda, Gaveuxe, Méhula, Boieldieua, Thomase, Gevaerta, Adama…), aniž by představoval samostatný žánr – nanejvýš zdůrazňoval fraškovitý element v díle jinak jednoznačně spadajícím do žánru opéra comique. V první polovině 19. století se jako „opéra bouffon“ občas označoval též komický operní vaudeville, tj. dramatické dílo podložené nepůvodní hudbou převzatou z jiných děl.

## Offenbachovi současníci
Pojem „opéra bouffe“ používali běžně i jiní současníci (a konkurenti) Jacquese Offenbacha, a to i dříve než on a často s jinou uměleckou představou o tomto žánru. Hervé, považovaný tradičně za spoluzakladatele operetního žánru s Offenbachem, použil tento pojem pro svou aktovku Femme à vendre (Žena na prodej) již roku 1856, tedy dva roky před Orfeem v podsvětí a čtyři roky před Barkoufem. V padesátých letech se jednalo o jen o ojedinělý výskyt, jedno z fantazijních žánrových označení, v nichž Hervé projevoval velkou vynalézavost, ale od poloviny 60. let 19. století – od Offenbachových triumfů v tomto novém žánru – používal Hervé označení opéra bouffe pravidelně a v zásadě ve stejném smyslu jako Offenbach.
Od roku 1856 však používal stejný pojem i Émile Jonas, který Offenbachovo vymezení pro sebe nepřijal: například z jeho dvanácti děl značených jako „opéra bouffe“ je sedm jednoaktovek, tedy mimo Offenbachovu definici; totéž lze (při menším počtu děl) říci i o Léu Delibesovi. Skladatel Charles Lecocq, který slavil hlavní úspěchy v 70. letech 19. století, používal pojem „opéra bouffe“ poměrně často, ale žádný zásadní rozdíl mezi ním a „operetou“ nečiní. Naopak za vrchol „pooffenbachovské“ opéry bouffe (byť uvedené ještě za Offenbachova života) lze považovat ojedinělé dílo Emmanuela Chabriera L'Étoile (Hvězda) z roku 1877, které se pojetím i kvalitou libreta i hudby řadí k dílům zakladatele tohoto žánru.

## Opéra bouffe po Offenbachovi
Na přelomu 70. a 80. let 19. století – kolem doby Offenbachovy smrti – začal pojem „opéra bouffe“ pomalu vycházet z užívání. Skladatelé většinou volili mezi pojmem „opereta“ pro hudebně méně ambiciózní a pojmem „opéra comique“ pro náročnější projekty. Souvisí to i s tematickým a funkčním vývojem žánru operety (v širokém smyslu) od satirického a kritického zrcadla společnosti a její morálky, jehož parodické prvky, politické jinotaje i erotické výstřelky mířily na vzdělané velkoměstské obecenstvo, k mravnostně umírněné, často sentimentální a politicky konformní nenáročné zábavě pro tzv. lidové vrstvy. Je příznačné, že řada z nové generace populárních autorů (Edmond Audran, Victor Roger, Léon Vasseur, Gaston Serpette, Louis Varney…) použila pojem „opéra bouffe“ jen na začátku své dráhy a brzy od něj upustila. Na počátku 20. století jej soustavně používal již jen Claude Terrasse, který se vědomě snažil pokračovat v offenbachovské tradici.
V průběhu 20. století pak pojem „opéra bouffe“ několikrát použili francouzští skladatelé „pro označení děl bufózní povahy, avšak obsahující kvalitní hudbu, s mluvenými dialogy i bez nich“ (Laroussův hudební slovník). Mezi ně patří například Manuel Rosenthal a Albert Roussel, několik děl tohoto žánru napsal i Claude Arrieu, nejznámější je zřejmě opéra bouffe Francise Poulenca Les Mamelles de Tirésias (Prsy Tirésiovy) z roku 1947. Že žánr není zcela mrtev ani v současnosti, dokazuje například opéra bouffe Georgese Aperghise Les Boulingrin (Boulingrinovi), kterou v roce 2010 uvedla Opéra-Comique.

## Opéra bouffe mimo Francii
http://www.www.dutempsdescerisesauxfeuillesmortes.net/fiches_bio/herve/herve.htm

## Výběrový seznam opéra bouffe
- Albert Grisar: Gille ravisseur, 1848
- François-Auguste Gevaert:
  - La comédie à la ville, 1849 (opéra bouffon)
  - Georgette ou Le Moulin de Fontenoy, 1853
- Hervé:
  - Femme à vendre, 1856
  -  Les Chevaliers de la table ronde, 1866
  -  Les Métamorphoses de Tartempion, 1867
  -  L'Œil Crevé, 1867
  - Trombolino, 1868
  - Chilpéric, 1869
  - Le Petit Faust, 1869
  - Les Turcs, 1869
  - Aladdin II, or An old lamp in a new light, 1870
  - Le Trône d'Écosse, 1871
  - La Veuve de Malabar, 1873
  - Alice de Nevers, 1875
  - La Belle Poule, 1875
  - Estelle et Némourin, 1876
  - La Marquise des rues, 1879
  - Panurge, 1879
  - Le Voyage en Amérique, 1880
  - La Mère des compagnons, 1880
  - Le Vertigo, 1883
  - Fla-Fla, 1886
  - Bacchanale, 1892
  - Le Cabinet Piperlin, 1897
- Émile Jonas:
  - La Parade, 1856
  - Le Roi boit, 1857
  - Job et son chien, 1863
  - Le Manoir des Larenardière, 1864
  - Avant la noce, 1865
  - Les Deux Arlequins, 1865
  - Le Canard à trois becs, 1869
  - Désiré, Sire de Champigny, 1869
  - Cinderella the Younger, 1871
  - La Bonne aventure, 1882
  - Estelle et Némourin, 1882
  - Le Premier baiser, 1883
- Jacques Offenbach
  - Orphée aux Enfers, 1858 (opéra-bouffon)
  - Geneviève de Brabant, 1859 (opéra-bouffon)
  - Barkouf, 1860
  - Le Pont des Soupirs, 1861
  - Le Roman comique, 1861
  - Le Voyage de M. Dunanan père et fils, 1862
  - Les Bavards, 1863
  - Les Géorgiennes, 1864
  - La Belle Hélène, 1864
  - Barbe-Bleue, 1866
  - La Vie parisienne, 1866
  - La Grande-Duchesse de Gérolstein, 1867
  - Le Château à Toto, 1868
  - L'Île de Tulipatan, 1868
  - La Périchole, 1868
  - La Diva, 1869
  - La Princesse de Trébizonde, 1869
  - Les Brigands, 1869
  - Boule-de-Neige, 1871
  - Le Roi Carotte, 1872
  - Les Braconniers, 1873
  - Madame l'Archiduc, 1874
  - Whittington, 1874
  - La Boulangère a des écus, 1875
  - La Boîte au lait, 1876
  - Le Docteur Ox, 1877
  - La Foire Saint-Laurent, 1877
  - Maître Péronilla, 1878
  - La Marocaine, 1879
- Eugène Gautier: Schabaham II, 1858
- Léo Delibes:
  - L'Omelette à la Follenbuche, 1859
  - Le Bœuf Apis, 1865
  - Le Cour du roi Pétaud, 1869
- Georges Bizet, Émile Jonas, Isodore Legouix, Léo Delibes: Malbrough s'en va-t-en guerre, 1867
- Józef kníže Poniatowski de Monterotondo: Au travers du mur, 1861
- Isidore Legouix:
  - Le Lion de Saint-Marc, 1864
  - Le Vengeur, 1868
  - Les Dernières Grisettes. 1874
- Jules Costé: Les Horreurs de la guerre, 1868
- Charles Lecocq:
  - L'Amour et son carquois, 1868
  - Fleur de Thé, 1868
  - Le Rajah de Mysore, 1869
  - Le Beau Dunois, 1870
  - Le Testament de M. de Crac, 1871
  - Les Cent vierges, 1872
  - Giroflé-Girofla, 1874
  - La Petite Mariée, 1875
  - La Marjolaine, 1877
  - Le Jour et la Nuit, 1881
  - La Princesse de Canaries, 1883
  - La Vie mondaine, 1885
  - Les Grenadiers de Mont-Cornette, 1887
- Laurent de Rillé: Le Petit Poucet, 1868
- Henry Litolff: La Boîte de Pandore, 1871
- Léon Vasseur:
  - Le Timbale d'argent, 1872
  - Le Roi d'Yvetot, 1873
- Charles Grisart:
  - La Quenouille de verre, 1873
  - Le Pont d'Avignon, 1878
- Paul Lacôme:
  - La Dot mal placée, 1873
  - Les Saturnales, 1887
- Gaston Serpette: La Branche cassée, 1874
- Emmanuel Chabrier: L'Étoile, 1877
- Edmond Audran: Le Grand Mogol, 1877
- Henri Perry-Biagioli: Le Croix de l'alcade, 1878
- Louis Varney
  - La Reine des Halles, 1881
  - La Japonaise, 1888
- Francis Chassaigne: Le droit d'aînesse, 1883
- Victor Roger: Josephine vendue par ses sœurs, 1886
- Edmond Waucampt: Les Deux Flacons, 1900
- Claude Terrasse:
  - La Petite Femme de Loth, 1900
  - Les Travaux d'Hercule, 1901
  - Aux temps des croisades, 1901
  - Chonchette, 1902
  - La Fiancée du scaphandrier,1902
  - Monsieur de la Palisse, 1904
  - Le Sire de Vergy, 1903
  - Pantagruel, 1911
- Georges Jean Pfeiffer: Le Légataire universel, 1901
- Ernest Boulanger: Don Mucarade, 1902
- Charles Cuvillier:
  - Le Rendez-vous strasbourgeois, 1908
  - La Reine joyeuse / La reine s'amuse (The Naughty Princess), 1912 (1920)
- Manuel Rosenthal: Rayon des soieries, 1926–1928, premiéra 1930
- Albert Roussel: Le Testament de la tante Caroline, 1932–1933, premiéra 1936
- Claude Arrieu
  - Cadet Roussel, 1938–1939, premiéra 1953
  - La Princesse de Babylone, 1953–1955, premiéra 1960
  - La Cabine téléphoniquee, 1959
  - Un clavier pour un autre, 1971
- Francis Poulenc: Les Mamelles de Tirésias, 1947
- Georges Aperghis: Les Boulingrin, 2010